# هارمونی (ویرجینیای غربی)
هارمونی (به انگلیسی: Harmony) یک منطقهٔ مسکونی در ایالات متحده آمریکا است که در شهرستان روان، ویرجینیای غربی واقع شده‌است. هارمونی ۲۱۷٫۰۲ متر بالاتر از سطح دریا واقع شده‌است.